# Traditionelles Bogenschießen
Die Begriffe traditionelles Bogenschießen und intuitives Bogenschießen (da allein das Körpergefühl und die Erfahrung des Schützen den Pfeil ins Ziel bringen – rein intuitiv ohne Zieltechnik – fälschlicherweise oft instinktives Bogenschießen bezeichnet) werden häufig synonym gebraucht und bezeichnen das Bogenschießen ohne Bogenvisiere oder andere technische Zusatzausstattung am Bogen. Die Bezeichnung "traditionelles Bogenschießen" bezieht sich auf die Bauweise und Materialauswahl von Pfeil und Bogen und Ausstattung des Bogenschützen, die sich häufig an historische Vorbilder anlehnen. Es werden dabei auch Zielhilfen wie das Stringwalking oder Facewalking angewendet. Dagegen bezieht sich die Bezeichnung "intuitives Bogenschießen" auf die intuitive Schießtechnik ohne Anwendung technischer Zielsysteme oder -hilfen. Auf entsprechenden Bogenturnieren sind Schießtechniken wie das Stringwalking oder Facewalking nicht erlaubt. Intuitives Bogenschießen ist mit allen Bogengattungen möglich.
Während das bekanntere Sportbogenschießen nach den Regeln der FITA bzw. World Archery Federation (WA), wie es bei den Olympischen Spielen ausgeübt wird, relativ eng reglementiert und standardisiert ist, gibt es im traditionellen Bogenschießen eine große Vielfalt an unterschiedlichen Bauarten der Bögen, Pfeile und Sehnen und an Ausübungsvarianten. Diese Form des Bogenschießens hat in den letzten Jahren zunehmend an Popularität gewonnen.

## Ablasstechnik
Die Schusstechnik des traditionellen Bogenschießens ist gegenüber der des olympischen Bogenschießens etwas anders: Die Sehne wird ausschließlich mit den Fingern der Zughand gezogen, ohne dass technische Hilfen benutzt werden. Dazu werden verschiedene Griffstile benutzt.

### Mediterraner Griff

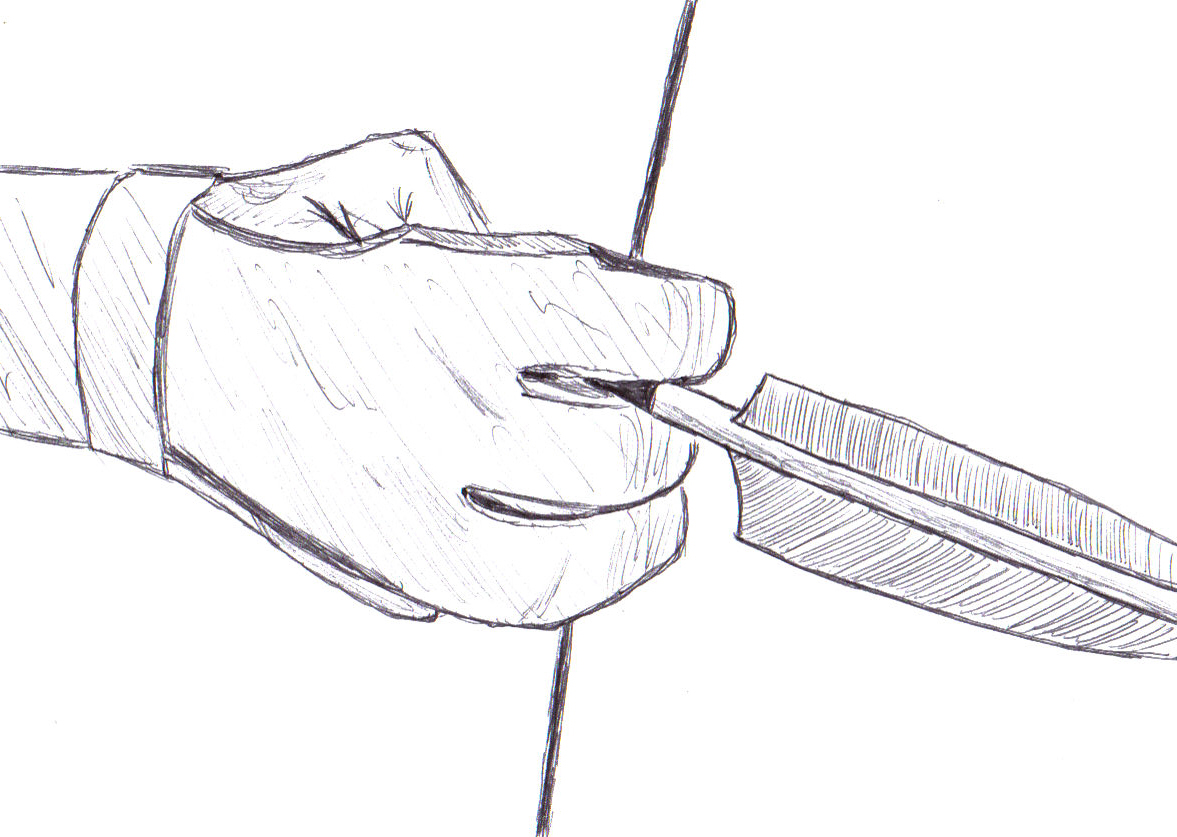
Mediterraner Griff

Dabei legt man den Pfeil auf die Sehne, der Zeigefinger ist über, der Mittel- und Ringfinger unter dem Pfeil. Die Sehne liegt in den vorderen Fingerfurchen. Der Pfeil wird durch den Mittel- und Zeigefinger lediglich locker in der Sehne gehalten. Dies hat den Vorteil, dass man den Pfeil beim Ausziehen nicht verliert (relevant bei dünnen Sehnen oder Selfnocks) und dass man durch die drei Finger genug Kraft hat, die Sehne zu ziehen.

### Unteranker

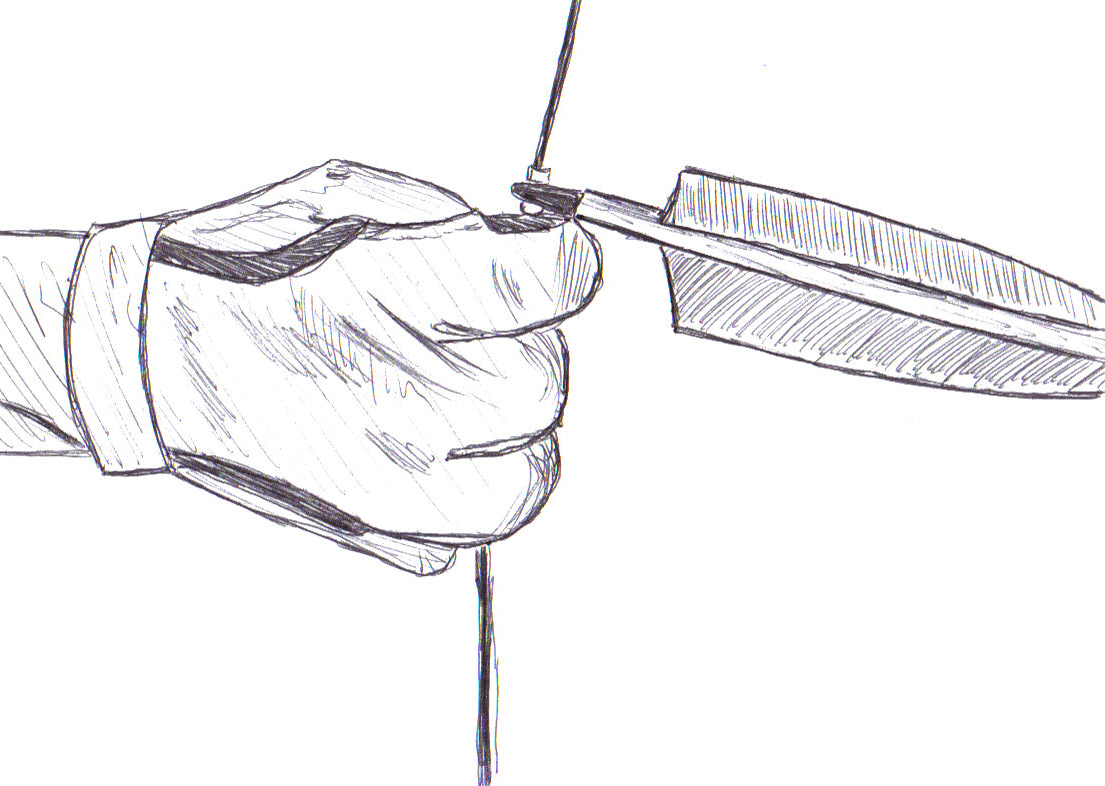
Unteranker, „Apache Draw“

Auch Untergriff. Bei dieser Methode sind Zeige-, Mittel- und Ringfinger unter dem Pfeil. Auch hier liegt die Sehne in den vorderen Fingerfurchen. Ein Merkmal dieser Technik ist, dass der Pfeil dabei sehr viel näher am Auge liegt als beim mediterranen Anker. Diese Technik wird von System- und FITA-Schützen benutzt, da diese das Ziel über den Pfeil anvisieren. Beim Stringwalking wird die Sehne je nach Entfernung zum Ziel unterschiedlich weit unterm Nockpunkt abgegriffen, was bei einer immer gleichen Position der Bogenhand und damit des Griffstücks für unterschiedliche Abschusswinkel des Pfeils sorgt.

### Mongolischer Griff
Bei dieser zumeist bei Kompositbögen verwendeten Technik wird die Sehne unterhalb des Nockpunkts von innen mit dem Daumen gegriffen und verharrt beim Auszug in der vorderen Daumenfurche. Geankert wird dabei mit dem zweiten Daumenglied unterhalb des Ohrs, was eine weitaus größere Auszugslänge als beim Kinnanker darstellt. Bei dieser Schusstechnik wird anstelle eines Tabs oder Schießhandschuhs ein Daumenring getragen.

## Stilarten

### Intuitives Schießen
Es wird auf bewusstes Zielen unter Hilfestellung (etwa der Pfeilspitze) verzichtet. Der Pfeil und der Bogen werden nur durch Erfahrungswerte (Intuition), welche durch Training im Unterbewusstsein gespeichert wurden, aufs Ziel gerichtet. Die Konzentration des Schützen liegt dabei auf einem möglichst kleinen Punkt im Ziel, den man treffen möchte. Diese Art des Schießens wird gerne mit dem Werfen eines Steins verglichen, bei dem man ja auch nicht wirklich zielt, sondern nach der eigenen Intuition die Richtung des Steines bestimmt.
Vorteile
- Möglichkeit, bewegliche Ziele zu treffen
- Schnellere Schussabfolge
- Entfernung zum Ziel muss nicht bekannt sein
- Schießen in der Dämmerung ist möglich
- Eine Kreuzdominanz (z. B. Rechtshänder mit Augendominanz des linken Auges) ist ohne Auswirkung auf den Schützen

Nachteile
- Schnelle Erfolge sind nicht möglich, ein langes Training ist erforderlich

Anmerkung: Fälschlicherweise wird häufig der Begriff "Instinktiv" benutzt, obwohl es nichts mit dem Instinkt zu tun hat, sondern mit Intuition.

### Systemschießen
Beim Systemschießen wird der Bogen und der Pfeil als Zielhilfe benutzt. Je nach Entfernung variiert man die Pfeilstellung durch eine Veränderung mit der Zughand, wobei die Entfernung zum Ziel bekannt oder gut geschätzt sein muss. Gezielt wird gewöhnlich über die Pfeilspitze, die genau ins Ziel zeigt.
Vorteile
- Schnell erlernbar, recht bald gute Erfolge
- Ein reproduzierbares Schussbild ist leicht möglich

Nachteile
- Die Entfernung zum Ziel muss zwingend bekannt sein
- Dämmerungsschießen ist aufgrund der schwachen Lichtverhältnisse nicht möglich
- Bewegliche Ziele können kaum getroffen werden
- Schützen mit einem kreuzdominanten Auge müssen z. B. als Rechtshänder einen Linkshand-Bogen benutzen

## Ausrüstung

### Der Bogen

#### Selfbow
Unter Selfbows werden Bogen verstanden, die aus einem Stück Holz gebaut sind. Sie haben keine Pfeilauflage und kein ausgeschnittenes Bogenfenster und gehören zur Klasse der Primitivbogen. Der Pfeil liegt auf dem Handrücken, bzw. Zeigefinger.
Bogen, die solchen Kriterien entsprechen können, sind u. a.:
- Steinzeitliche Bogen
- Afrikanische Bogen
- englische Langbogen
- Indianerbogen (Flachbogen)

#### „andere Naturbogen“
Daneben gibt es Bogen, die aus verschiedenen natürlichen Materialien zusammengesetzt sind:
- Holzbogen mit einem Backing (Belag auf dem Bogenrücken)
- Hornkompositbogen (Horn, Holz, Sehne)
- japanische Kyūdō-Yumi (Bambus, Holz)

auch diese Bogen haben weder Pfeilauflage noch Bogenfenster.

#### Moderner Langbogen
Moderne Langbogen sind in der Länge etwa der Größe des Schützen entsprechend, jedoch meist etwas kürzer. Sie haben lange, gerade oder mit einer leicht nach vorne gerichteten Beugung (Recurve) versehene Wurfarme und einen Griff mit Pfeilauflage.
Der Stil entspricht eher dem eines Flachbogens als einem englischen Langbogen, da die Wurfarme flach gehalten sind und nicht – wie beim englischen Langbogen – in einer Fortführung der Griffform ähnlich einem "D". Auch können diese in einer leichten lang geschwungenen Recurve-Form gebaut sein, um den Handschock abzumildern.

#### Jagdrecurve
Der moderne Jagdrecurve ist ein deutlich kürzerer Bogen mit einem ergonomisch geformten Griffstück, ein Bogenfenster mit Shelf über dem Griff und dynamische Recurves. Die Recurve-Anteile des Bogens sind die weit nach vorne gebogene Enden der Wurfarme und bieten dem Schützen durch eine Optimierung der Wurfarmphysik eine deutliche Verstärkung der Wurfkraft und einen sanften Schuss.

##### Take-Down-Recurve
Take-Down-Recurves haben abnehmbare Wurfarme und dadurch ein geringeres Packmaß. Durch Verwendung anderer Wurfarme lässt sich das Zuggewicht des Bogens ändern. Oft haben sie ein schwereres Griffstück als One-Piece Recurves, was zur Stabilisierung im Schuss beitragen kann.

##### One-Piece Recurve
Von der Form her sind sie wie Take-Down Recurves gebaut, nur kann man die Wurfarme nicht abnehmen.

### Pfeile

#### Holzpfeile
Holzpfeile werden beim traditionellen Bogenschießen am häufigsten benutzt. Unterschiede werden in verschiedenen Holzsorten (meistens Fichte, Kiefer oder Zeder) gemacht. Nachteilig sind die relative Bruchanfälligkeit der Holzschäfte sowie die wegen des Naturstoffs leicht unterschiedlichen Materialeigenschaften, welche sich aufs Schussbild auswirken. Von Vorteil ist der – im Vergleich zu Schäften aus modernen Materialien – geringere Preis. Holzpfeile werden zumeist mit Naturfedern befiedert.

#### Carbon- und Aluminiumpfeile
Diese modernen Materialien sind auch im traditionellen Bogenschießen im Vormarsch. Auch wenn sie im Vergleich zu Holzschäften deutlich teurer sind, haben sie große Vorteile in den Bereichen Haltbarkeit, Materialeigenschaften und Berechenbarkeit. Für traditionelle Schützen spielen jedoch diese modernen Werkstoffe eine untergeordnete Rolle.

#### Bambuspfeile
Bambuspfeile sind die natürliche Alternative zu Carbon- und Aluminiumpfeilen. Beim japanischen Kyūdō werden Bambuspfeile verwendet.

### Pfeilköcher
Um die Pfeile sicher am Schützen zu verwahren und transportieren zu können, werden Köcher benutzt. Folgende Hauptarten gibt es:

#### Rückenköcher
Dieser als "klassisch" angesehene Köcher wird auf dem Rücken getragen, so dass der Schütze den Pfeil mit der Hand, welche die Sehne zieht, über den Rücken aus diesem ziehen kann.
Ein Nachteil ist, dass beim nach vorne Bücken des Schützen die Pfeile aus dem Köcher fallen können.

#### Seitenköcher
Seitenköcher werden am Gürtel auf der Seite der Zughand getragen und ermöglichen ein schnelles und bequemes Herausziehen der Pfeile. Nachteilig ist die etwas instabile Tragweise, so dass der Seitenköcher beim schnellen Laufen im ungünstigsten Fall um die Beine schlenkert.

#### Bogenköcher
Bogenköcher sind Vorrichtungen, die am Bogen selber befestigt werden, und meist Platz für sechs bis acht Pfeile bieten. Die Pfeile sind damit fest am Bogen, stören im Gelände nicht und das Eigengewicht des Bogens und damit seine Stabilität im Schuss sind erhöht. Diese Köcherart ist prädestiniert für die Bogenjagd, an mittelalterlichen Bögen wären sie ein vorgreifender Anachronismus.